# Anthomyia punctipennis
Anthomyia punctipennis är en tvåvingeart som beskrevs av Christian Rudolph Wilhelm Wiedemann 1830. Anthomyia punctipennis ingår i släktet Anthomyia och familjen blomsterflugor. Inga underarter finns listade i Catalogue of Life.